# Wolfgang Herzog
Wolfgang Herzog (* 1953 in Neuwied) ist ein deutscher Mediziner, Psychosomatiker und Psychotherapeut, ehemaliger Abteilungsleiter am Universitätsklinikum Heidelberg, emeritierter Hochschullehrer an der Ruprecht-Karls-Universität Heidelberg sowie ehemaliger Dekan der Medizinischen Fakultät Heidelberg.

## Leben
Wolfgang Herzog studierte nach seinem Abitur 1971 am Martin-Butzer-Gymnasium in Dierdorf als Stipendiat des Evangelischen Studienwerkes Villigst Medizin und Physik an der Georg-August-Universität Göttingen und der Freien Universität Berlin. 1985 wurde er mit einer medizinsoziologischen Untersuchung bei Hannes Friedrich „Diabetes mellitus und familialer Lebenskontext“ in Göttingen promoviert.
Von 1981 bis 1988 war er wissenschaftlicher Assistent an der Abteilung Innere Medizin II (Schwerpunkt: Allgemeine Klinische und Psychosomatische Medizin) der Krehl-Klinik der Ruprecht-Karls-Universität Heidelberg unter Leitung von Peter Hahn.
In dieser Funktion war er in verschiedenen Abteilungen der Krehl-Klinik tätig: In der Abteilung Innere Medizin II (Leitung: Peter Hahn), in der Kardiologie (Leitung: Wolfgang Kübler), in der Gastroenterologie (Leitung: Burkhard Kommerell) sowie im Bereich Endokrinologie und Stoffwechsel (Leitung: Gotthard Schettler und Reinhard Ziegler). Wolfgang Herzog ist Facharzt für Innere Medizin (1988) und Psychotherapeutische Medizin (1996), eine Weiterbildung in Paar- und Familientherapie schloss er 1986 ab.
Bei einem Forschungsaufenthalt von 1988 bis 1990 bei Hans-Christian Deter in der psychosomatischen Abteilung (Leitung: Heinz Schepank) am Zentralinstitut für Seelische Gesundheit in Mannheim legte Herzog die Grundlage für seine Habilitation 1994 in Heidelberg mit einer Arbeit über Langzeitverläufe bei Anorexia-nervosa Patientinnen.
1998 wurde er auf die Professur für Allgemeine Klinische Medizin und Psychosomatik an der Ruprecht-Karls-Universität Heidelberg berufen und zum Ärztlichen Direktor der Abteilung Inneren Medizin II ernannt. Zwischen 2001 und 2005 war er Geschäftsführender Direktor des Zentrums Innere Medizin am Universitätsklinikum Heidelberg. In dieser Funktion koordinierte er unter anderem den Umzug der Krehl-Klinik in den Neubau im Neuenheimer Feld.
Nach der Berufung Herzogs wurde der Abteilung Innere Medizin II die Arbeitsgruppe Allgemeinmedizin zugeordnet. Unter seiner Leitung erhielt diese den Status einer Sektion, für deren Leitung erstmals eine Professur für Allgemeinmedizin und Versorgungsforschung in Heidelberg ausgeschrieben wurde. Diese wurde mit Joachim Szecsenyi besetzt. Nach erfolgreicher Etablierung wurde die Sektion in eine eigenständige Abteilung überführt.
2004 führte Herzog die von Alexander Mitscherlich 1950 gegründete älteste deutsche universitäre Psychosomatische Klinik mit psychotherapeutischem Schwerpunkt in Heidelberg-Bergheim mit der von Viktor von Weizsäcker 1929 etablierten integriert-internistischen Psychosomatik im Neubau der Ludolf-Krehl-Klinik in Heidelberg-Neuenheim in einer Abteilung als „Klinik für Allgemeine Innere Medizin und Psychosomatik“ zusammen. Sie ist sowohl Teil des Zentrums für Innere Medizin am Standort Neuenheim als auch des Zentrums für Psychosoziale Medizin am Standort Bergheim und hat Krankenstationen und Ambulanzen an beiden Standorten.
Diese Struktur erlaubt es, in Krankenversorgung, Forschung und Lehre im Sinne der Denkschrift zur Psychosomatischen Medizin und Psychotherapie von 2013 „das Beste aus beiden Welten“ zu nutzen: „Im Ergebnis (…) versucht die aktuelle Psychosomatische Medizin in sinnvoller Weise das Beste der beiden früher oft antagonistisch erlebten Traditionslinien zu extrahieren und in der klinischen und wissenschaftlichen Praxis umzusetzen.“ Der neustrukturierten Klinik für Allgemeine Inneren Medizin und Psychosomatik stand er bis zu seiner Emeritierung 2018 als Ärztlicher Direktor vor.
2004 gründete er mit dem Psychiater Christoph Mundt (Psychiatrie), dem Kinder- und Jugendpsychiater Franz Resch (Kinder- und Jugendpsychiatrie), dem Medizinpsychologen Rolf Verres (Medizinpsychologie) und dem Familientherapeuten Manfred Cierpka (Familientherapie) das Zentrum für Psychosoziale Medizin Heidelberg, dessen Sprecher er von 2009 bis 2014 war.
2010 gründete Herzog das Heidelberger Instituts für Psychotherapie (HIP), ein universitäres Ausbildungsinstitut für psychodynamische Psychotherapie für Psychologen und Ärzte.
Von 2014 bis 2018 war Herzog Dekan der Medizinischen Fakultät Heidelberg der Universität Heidelberg. Unter seiner Leitung wurden neue Professuren für Geriatrie Palliativmedizin und Experimentelle Kardiologie etabliert und ein Humboldtprofessur für Global Health eingeworben. Zudem war der Ausbau der Heidelberger Standorte der Deutschen Zentren der Gesundheitsforschung (Deutsche Zentrum für Lungenforschung (DZL), Deutsches Zentrum für Infektionsforschung (DZIF), Deutsches Zentrum für Herz-Kreislaufforschung (DZHK), Deutsches Konsortium für Translationale Krebsforschung (DKTK)) durch Nachwuchsförderung, Berufungen, lokale Vernetzung und den Bau von Forschungsgebäuden Schwerpunkte seiner Amtszeit als Medizindekan in Heidelberg.
Von 2007 bis 2018 war Herzog Sprecher der Hochschullehrer für Psychosomatische Medizin in Deutschland und gab in dieser Funktion eine Denkschrift zur Lage des Fachgebietes in Deutschland heraus „Psychosomatische Medizin und Psychotherapie heute“.
Von 2008 bis 2018 war er Mitglied des Wissenschaftlichen Beirates Psychotherapie nach §11 PsychThG.

## Forschung
In seiner Forschung untersuchte Herzog den Zusammenhang biologischer, psychischer und sozialer Einflüsse auf Krankheit und Gesundheit mit einem besonderen Augenmerk auf Beziehungseinflüsse auf spezielle Erkrankungen.
Schwerpunkte seiner Forschungstätigkeit waren Essstörungen, vor allem Anorexia nervosa, funktionelle Störungen, sowie psychosoziale und psychosomatischer Befunde bei Patientinnen und Patienten mit körperlichen Krankheiten (z.B bei Herz-Kreislaufkrankheiten, onkologischen Erkrankungen, Diabetes mellitus). Herzog untersuchte jeweils die Ursachen für diese Krankheitsbilder und entwickelte validierte Therapieverfahren für die Betroffenen.
Zusammen mit Stephan Zipfel leitete Herzog die weltweit größte Psychotherapiestudie für ambulante Anorexia nervosa Patientinnen. Die sogenannte ANTOP (Anorexia Nervosa Treatment of Outpatients) Studie wurde vom Bundesministerium für Bildung und Forschung gefördert und von 2007 bis 2015 an 10 Universitätsklinika in Deutschland durchgeführt. Es konnten innovative Behandlungsprogramme wie die fokale psychodynamische Psychotherapie und eine innovative kognitive Verhaltenstherapie mit optimierten Behandlungen der Richtlinienpsychotherapie verglichen werden. Fünf Jahre nach Therapieende konnten 41 Prozent der Patientinnen als genesen angesehen werden, weitere 41 Prozent zeigten teilweise Magersuchtsymptome und 18 Prozent litten immer noch am Vollbild der Erkrankung. Herzog betont die Notwendigkeit der Versorgungsforschung und einer Evaluation ärztlichen Handelns in spezifischen Versorgungskontexten und ermöglichte die Einrichtung ein Nachwuchsgruppe für Versorgungsforschung.

## Veröffentlichungen
- als Hrsg. mit Reinhold Haux, Axel W. Bauer, Wolfgang Eich, Johann Caspar Rüegg, Jürgen Windeler (Hrsg.): Wissenschaftlichkeit in der Medizin, 2: Physiologie und Psychosomatik. Versuche einer Annäherung. Frankfurt am Main 1998.
- gemeinsam mit Christoph Nikendei, Christian Mölle, Kai Fischer, Medzina Granov, Julia Huber, Ulrike Dinger, Henning Schauenburg, Johannes C. Ehrenthal: Persönlichkeitsstruktur und Bindungsstil als Prädiktoren für die erfolgreiche Aufnahme einer ambulanten psychotherapeutischen Behandlung. In: Zeitschrift für Psychosomatische Medizin und Psychotherapie. Band 66, 2020, S. 178–192, doi:10.13109/zptm.2020.66.2.178 (vr-elibrary.de [PDF; 285 kB; abgerufen am 24. Oktober 2020]).

## Ehrungen
- 2013: Heigl-Preis
- 2014: Günter-Jantschek-Forschungspreis für Psychosomatik